# Альберто Соррілья
Альберто Соррілья (ісп. Alberto Zorrilla, 6 квітня 1906 — 23 квітня 1986) — аргентинський плавець.
Олімпійський чемпіон 1928 року на дистанції 400 м вільним стилем, учасник 1924 року.